# Albizia boinensis
Albizia boinensis är en ärtväxtart som beskrevs av René Viguier. Albizia boinensis ingår i släktet Albizia och familjen ärtväxter. Inga underarter finns listade i Catalogue of Life.